# Jean Jacques Henri Mion
Jean Jacques Henri Mion   (1702 - 1775) fou un compositor francès.
Nomenat mestre de cor d'infants el 1743, es va moure per la cort del rei fins al 1665. El 1741 feu representar a l'Òpera de París Nitétis, tragèdia lírica en cinc actes composta per ell, i dues òperes més, L'Idylle de Rambouillet, Bouquets de Mademoiselle G***. Va escriure la música de balls espectacle, com L'Année galante, que es representà a Versalles el 14 de març de 1747, i a París l'onze d'abril següent, i Les Quatre parties du Monde (1745) i Julie et Ovide (1753).